# Tři Studně
Tři Studně là một làng thuộc huyện Žďár nad Sázavou, vùng Vysočina, Cộng hòa Séc.